# Honda T360
Honda T360/T500 - lekki samochód dostawczy produkowany przez japoński koncern motoryzacyjny Honda w latach 1963 - 1967. Jest to pierwszy pojazd wprowadzony do produkcji przez markę.

## Historia i opis modelu

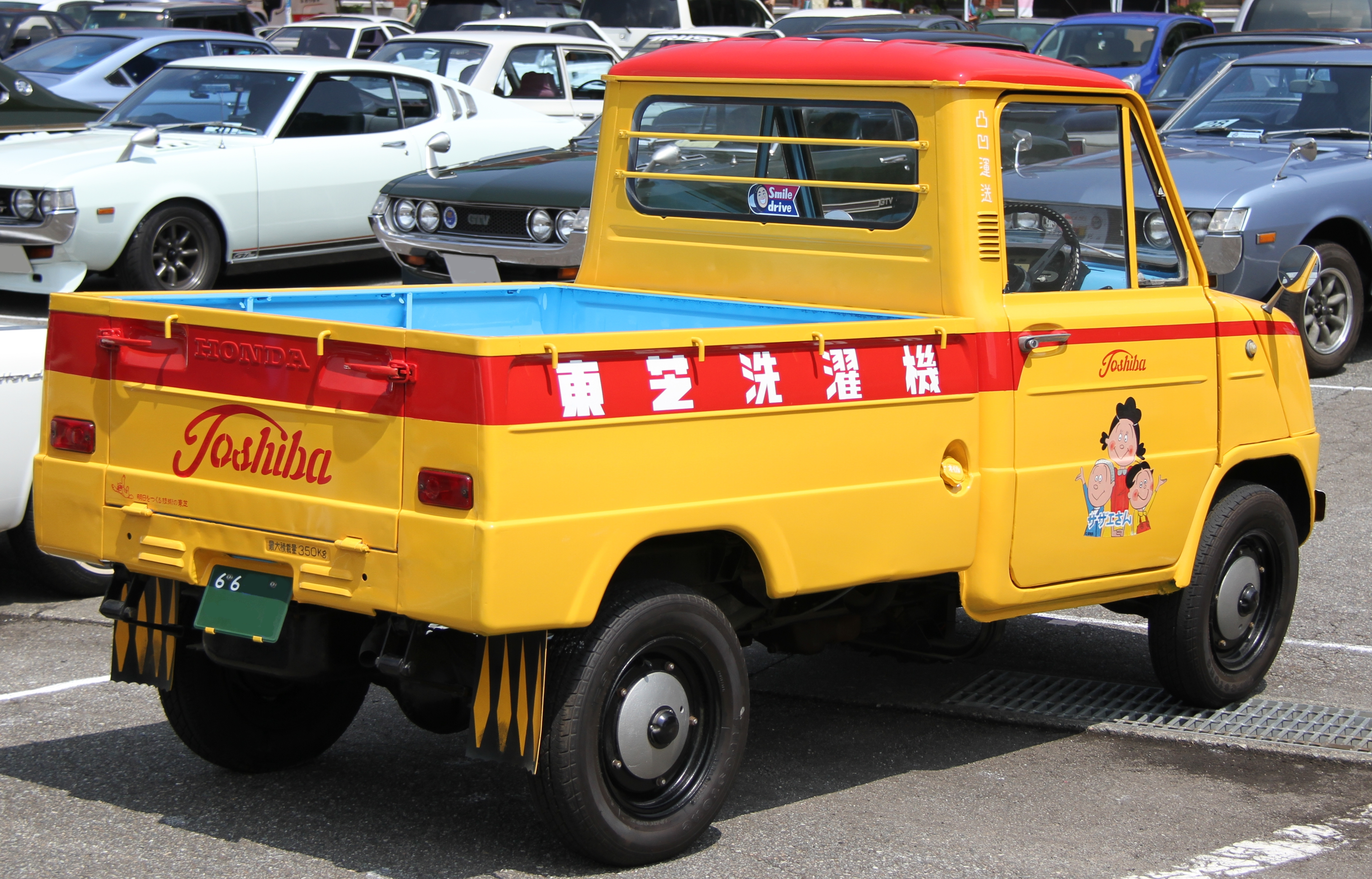
Honda T360 - tył

Geneza wprowadzenia na rynek pierwszego pojazdu marki Honda rozpoczyna się od rozpoczęcia produkcji motocykli. Pierwszym projektem samochodu był pojazd sportowy, który korzystać miał z silników oferowanych w motocyklach. Ze względu na kryzys w Japonii i prawdopodobny brak popytu na auto sportowe, Takeo Fujisawa zaproponował właścicielowi Hondy - Soichiro Honda, zaprojektowanie lekkiego pojazdu dostawczego opartego konstrukcyjnie na podzespołach zaprojektowanej już sportowej Hondy S360.
We wrześniu 1964 roku zaprezentowano model T500, który otrzymał nieznacznie dłuższe nadwozie oraz większy silnik o pojemności 531 cm³ i mocy 38 KM. Wersja ta produkowana była do listopada 1967 roku.
W 1967 roku zaprezentowano następcę pojazdu - model TN360.

### Produkcja
Łącznie wyprodukowano 108 920 egzemplarzy modelu T360 oraz 10 226 egzemplarzy modelu T500.